# Jonathan Hickman
Jonathan Hickman é um autor e desenhista de histórias em quadrinhos americanas. É o criador das séries The Nightly News, The Manhattan Projects e East of West, publicadas pela Image Comics e ilustradas, respectivamente, pelo próprio Hickman, por Nick Pitarra e Nick Dragotta. The Nightly News foi indicada ao Eisner Award de "Melhor Minissérie" e o próprio Hickman foi indicado ao Eisner Award de "Melhor Escritor" duas vezes: em 2013, por seu trabalho em The Manhattan Projects, e em 2014, tanto po seu trabalho em The Manhattan Projects quanto por East of West, Avengers e Infinity.